# Festa della Comunità fiamminga
La festa della Comunità fiamminga (in olandese: feestdag van de Vlaamse Gemeenschap) è una festa fiamminga che cade l'11 luglio. Il giorno festivo è un giorno di ferie obbligatorio per i dipendenti pubblici fiamminghi.
Il giorno commemorato dal 1973 ricorda la battaglia dell'11 luglio 1302, in cui le milizie delle città e dei comuni fiamminghi sconfissero un esercito di cavalieri francesi a cavallo, presso Groeninge vicino a Courtrai. Le milizie fiamminghe consistevano principalmente in un esercito civile di artigiani e agricoltori. Questa battaglia è passata alla storia come la battaglia degli speroni d'oro, alle molte tracce d'oro che sono state trovate dopo la battaglia al colosso di Groeninge a Courtrai. Più tardi queste tracce furono appese come trofeo nelle volte a crociera della chiesa di Nostra Signora.
Su raccomandazione del governo fiammingo, il giorno della festa vengono assegnati i "Segni onorari della Comunità fiamminga".